# Kuraszym
Kuraszym (ros. Курашим) – wieś (sieło) w Rosji, w Kraju Permskim, w rejonie permskim. W 2010 liczyła 2513 mieszkańców.